# Orthocentrus frontator
Orthocentrus frontator är en stekelart som först beskrevs av Zetterstedt 1838.  Orthocentrus frontator ingår i släktet Orthocentrus och familjen brokparasitsteklar. Arten är reproducerande i Sverige. Inga underarter finns listade i Catalogue of Life.